# Pekelský buk
Pekelský buk je památný strom, buk lesní (Fagus sylvatica) v Doupovských horách na území přírodního parku Stráž nad Ohří. Strom roste v nadmořské výšce 420 m asi 1 km severně od Stráže na Ohří v okrese Karlovy Vary. Nachází se při staré kamenité cestě ke zřícenině hradu Himlštejn, asi 800 m východně od hradu. Buk roste na rozhraní cesty a louky a zvolna zarůstá náletovými dřevinami.
Obvod výrazně podélně rozbrázděného kmene měří 502 cm, široce rozložitá koruna sahá do výšky 23 m (měření 2014). V době vyhlášení bylo odhadováno stáří stromu na 250 let.
Strom je chráněn od roku 1986 jako strom významný vzrůstem.

## Stromy v okolí
- Lípa ve Stráži
- Buk u Stráže
- Slavibojův břek